# Deux Femmes nues debout
Deux Femmes nues debout est un tableau réalisé par le peintre espagnol Pablo Picasso en 1908. Cette huile sur carton cubiste représente deux femmes nues. Elle est conservée dans une collection privée.

## Expositions
- Le Cubisme, Centre national d'art et de culture Georges-Pompidou, Paris, 2018-2019.